# Municipio de Rutland (condado de Kane)
El municipio de Rutland (en inglés: Rutland Township) es un municipio ubicado en el condado de Kane en el estado estadounidense de Illinois. En el año 2010 tenía una población de 18806 habitantes y una densidad poblacional de 200,03 personas por km².

## Geografía
El municipio de Rutland se encuentra ubicado en las coordenadas 42°6′31″N 88°24′45″O / 42.10861, -88.41250. Según la Oficina del Censo de los Estados Unidos, el municipio tiene una superficie total de 94.01 km², de la cual 93.81 km² corresponden a tierra firme y (0.21%) 0.2 km² es agua.

## Demografía
Según el censo de 2010, había 18806 personas residiendo en el municipio de Rutland. La densidad de población era de 200,03 hab./km². De los 18806 habitantes, el municipio de Rutland estaba compuesto por el 84.51% blancos, el 1.72% eran afroamericanos, el 0.11% eran amerindios, el 7.7% eran asiáticos, el 0.04% eran isleños del Pacífico, el 3.7% eran de otras razas y el 2.22% pertenecían a dos o más razas. Del total de la población el 11.81% eran hispanos o latinos de cualquier raza.